# The Dagger of Amon Ra
The Dagger of Amon Ra (с англ. — «Кинжал Амона-Ра») — приключенческая компьютерная игра, выпущенная компанией Sierra On-Line в 1992 году.
Игра является продолжением детективных приключений Лоры Боу (англ. Laura Bow), но в отличие от своей предшественницы — The Colonel’s Bequest — эта игра была создана не Робертой Уильямс, а геймдизайнером Брюсом Бэлфором (англ. Bruce Balfour), при этом Уильямс была творческим консультантом проекта. Будучи выполненной на движке Sierra’s Creative Interpreter (SCI1.1), игра The Dagger of Amon Ra представляет собой квест с 256-цветной графикой и интерфейсом point-and-click.

## Сюжет
Повзрослевшая героиня прошлой игры Лора Боу приезжает в Нью-Йорк времён Аль Капоне. Она устраивается журналисткой в успешную газету. Первым её служебным заданием является освещение открытия нового музея и выставки коллекции египетских реликвий (с которой, однако, уже успели украсть драгоценный кинжал). На вечере в музее находят труп археолога (в саркофаге). После этого здание запирают и просят гостей переждать до утра.

## Геймплей
Как и в прошлой части игры, героиня будет заперта вместе с другими людьми в помещении. Постепенно она будет обнаруживать трупы гостей и расследовать загадочные убийства.

### Персонажи
- Лора Боу — главный персонаж игры, журналистка. Попала в музей в связи с работой — освещением выставки египетских реликвий.
- Сэм Огастини — главный редактор газеты, где работает Лора.
- Кродфоллер Рубарб (Руб) — журналист, товарищ Лоры по работе.
- Райан О’Райли — полицейский сыщик, ирландец. Официально расследует дело о краже египетского кинжала в музее.
- Ло Фат — владелец прачечной, китаец.
- Стив Дориан — портовый грузчик, художник-любитель. Неравнодушен к Лоре.
- Доктор Пиппин Картер — археолог, организатор выставки египетских реликвий.
- Доктор Пташептут Смит — египтолог. Знаток национальных древностей и пылкий патриот Египта.
- Лавиния Вальдорф-Карлтон — графиня, вдова покойного директора музея.
- Доктор Арчибальд Кэррингтон — нынешний директор музея.
- Вольф Геймлих — начальник охраны музея. Бывший офицер германской армии.
- Иветта Делакруа — секретарша музея, любвеобильная девушка-блондинка, родом из Франции.
- Олимпия Миклос — научная сотрудница музея, биолог, родом из Греции.
- Лоренс Зигфилд (Зигги) — внештатный осведомитель сыщика О’Райли.
- Уотни Литтл — личность весьма таинственная.
- Рамзес Наджир — сотрудник музея. Уроженец Египта.
- Эрни Лич — служитель в музее, афроамериканец.